# Leila Tong Ling
Leila Tong Ling (5 december 1981) werd geboren in een Chinees-Indonesische familie in Hongkong als Kong Lai-Na (江麗娜). Tong Ling gebruikt ze als acteurnaam. Ze is al sinds haar achtste actief als filmactrice. Ze maakte toen haar debuut in de film Once a Thief. Ze is ook zangeres. In 2007 bracht ze een muziekalbum uit.
In september 2010 vertelde ze publiekelijk dat ze zou gaan trouwen met regisseur Desmond Wai-Kit Tang. Vele collega's spraken hun vreugde uit over het huwelijk. Tong bleek toen ook zwanger te zijn. Op 18 maart 2011 beviel ze van een zoon.
In haar jeugd heeft ze verschillende scholen bezocht, onder andere: de Sun Fong Chung Primary School, Yan Chai Hospital Lim Por Yen Secondary School, Confucian Ho Kwok Pui Chun College en de Hongkongse Modeacademie.

## Recente filmografie
- 2007 
  - The family link
  - Ten Brothers
  - The Legend of Love
  - War and destiny
  - Phoenix rising (TVB)
  - The Last Princess
- 2009 
  - The greatness of a hero
  - Man in charge
  - Room For Rent Doris
- 2010 
  - A Pillow Case of Mystery II
  - Rooms to Let 2010 Doris
- 2011 
  - Love and Again